# AGITATOR
「AGITATOR」は、日本のバンドPIERROTの、メジャーで発売された6枚目のシングル。

## 概要
前作より半年ぶりのシングル。
限定生産CDとして発売されたシングルであり、紙ジャケット仕様となっている。Dictator ID CARD(シリアルナンバー入りプレートカード)付き。
売り上げが10万枚を超えた最後のシングル。
扇動者(AGITATOR)と追従者(FOLLOWER)両者の目線が楽曲のテーマとなっており、2000年7月23日西武ドームでのコンサート『Dictators Circus V』では、観客席をAGITATORシートとFOLLOWERシートに分断した。

## 収録曲
1. AGITATOR
(作詞：キリト　作曲：キリト)
  - 「AGITATOR」とは「扇動者」の意味である。PIERROT初のシャッフル・リズムの楽曲。
2. FOLLOWER
(作詞：キリト　作曲：アイジ)
  - 「FOLLOWER」とは「追従者」の意味である。この曲のドラムは普段よりも硬質な音を出すために、バスドラにドラム缶、スネアにアルミのゴミ箱の蓋などを使用している。そのため、録音時に叩く回数が増えるにつれて音が変わってしまう（形が変形してしまうため）ので非常に大変だった。ライヴで演奏される際はエフェクターを使うことで、似たような音を出している。
3. PURPLE SKY
(作詞：キリト　作曲：アイジ)
4. AGITATOR -RADIO EDIT-
(作詞：キリト　作曲：キリト)
  - 表題曲のショートバージョン。冒頭の笑い声の有無や間奏が短縮されている、ラストがテンポアップせずにそのままフェードアウトして終わる、といった違いがある。